# Allotrichoma nitidum
Allotrichoma nitidum är en tvåvingeart som beskrevs av Cresson 1944. Allotrichoma nitidum ingår i släktet Allotrichoma och familjen vattenflugor. Inga underarter finns listade i Catalogue of Life.